# Eurybia cyclopia
Eurybia cyclopia is een vlindersoort uit de familie van de prachtvlinders (Riodinidae), onderfamilie Riodininae.
Eurybia cyclopia werd in 1910 beschreven door Stichel.